# Parafia Najświętszej Maryi Panny Wniebowziętej w Brzozówce
Parafia Najświętszej Maryi Panny Wniebowziętej w Brzozówce – parafia rzymskokatolicka, znajdująca się w diecezji tarnowskiej, w dekanacie Tarnów Północ.